# Bernat Pelegrí
Pour les articles homonymes, voir Pelegri.
Bernat Pelegrí fut évêque de Barcelone de 1288 à 1300.
Père franciscain, il succéda à Arnau de Gurb sur décision du pape Nicolas IV dans sa bulle du 4 juin 1288.
Son mandat épiscopal fut marqué par le début de la construction de la cathédrale gothique de Barcelone dont la première pierre fut posée en 1298, d'après les lapidaires du portail Saint Iu de la cathédrale. Il voyagea en Sicile avec le roi Jacques II d'Aragon lors de la campagne militaire d'annexion de cette île.